# 쑨정차이

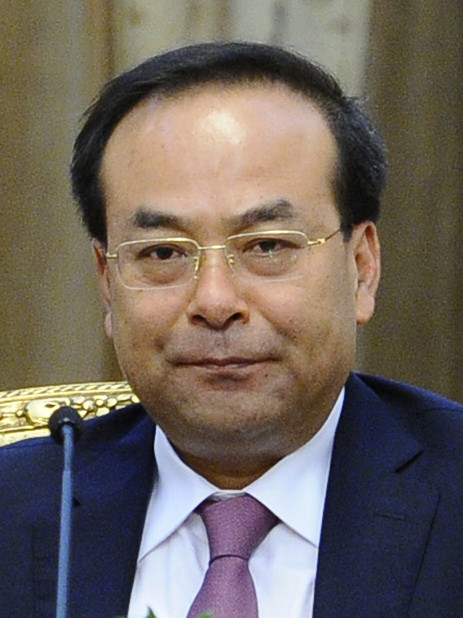

쑨정차이(孫政才, Sun Zheng Cai, 1963년 9월 25일 ~ )는 중화인민공화국의 전 정치인이다. 중화인민공화국 농업부장, 지린성 당서기를 거쳐 충칭시 당서기를 지냈다. 그러나 후춘화, 리위안차오, 링지화 등과 함께 베이징 대학의 정경 유착 비리와 부정부패 사건의 공모자 혐의로 당국 조사를 받았고 2017년 7월 당서기에서 물러났다. 2018년 2월 무기징역형을 선고받았다.

## 학력
- 1980 ~ 1984: 산둥성 라이양농학원 (학사)
- 1984 ~ 1987: 베이징 농업대학 작물학 (석사)
- 1990 ~ 1997: 베이징 농업대학 농업학 (박사)

| 전임 두칭린 | 중화인민공화국 농업부장 2006년 12월 ~ 2009년 12월 | 후임 한창푸 |

| 전임 왕민 | 지린성 당위원회 서기 2009년 11월 ~ 2012년 11월 | 후임 왕루린 |

| 전임 장더장 | 충칭 시 당위원회 서기 2012년 11월 ~ 2017년 7월 | 후임 천민얼 |